# Хосе Франсіско Рохо
Хосе Франсіско Рохо (ісп. José Francisco Rojo Arroita, 28 січня 1947, Більбао — 23 грудня 2022) — іспанський футболіст, що грав на позиції нападника. По завершенні ігрової кар'єри — тренер.
Виступав, зокрема, за клуб «Атлетік Більбао», а також національну збірну Іспанії. Дворазовий володар Кубка Іспанії з футболу.

## Клубна кар'єра
Народився 28 січня 1947 року в місті Більбао. В багатодітній сім'ї Рохо батьки прищепювали своїм двом синам та трьом дочкам культуру та виваженівсть й намагалися дати їм можливу освіту. Та крім того хлопчаки захоплювалися футболом, Хосе Франсиско та Хосе Анхель разом відвідували дитячу секцію футболу в своєму районі. Вони обидвоє вирізнялися високим зростом та технікою володіння м'ячем. Невдовзі їм випала нагода показати себе, їхня районна команда  «Пеняроль» (Peñarol) пробилася в фінальну частину юнацького турніру і їхх лише в фііналі зупинила кантера самого «Атлетіка». Відтоді 14-річний Хосе Франсиско потрапив в поле зору тренерів «роже-бланкос», а потім ще й отримав запрошення до кантери головного клубу Біскаї.
Мрії баскського юнака втілив його перший тренер Хесус Гарай (Jesús Garay), якому вдалося ще більше розвинути талан молодика. Впродовж 3 років він тренувався в кантері, виступаючи в усіх юначо-кадетських змаганнях й став кращим вихованцем свого віку. У дорослому футболі дебютував в 1962 році виступами за команду фарм-клубу «Більбао Атлетік», в якій провів три сезони. Тож коли починався новий сезон, 1965-1966 років, молодого перспективного лівого крайнього нападника вже заявили з основним складом. Через кілька турів він уже виходив на заміни, а після гри з мадридським «Атлетиком», в якій він провів всі 90 хвилин. Граючи поруч з Ірібаром, Арієтою, Уріарте Лавіном та Саезом він уже не поступався місцем в основі нікому, аж до кінця сезону, 
Відігравши 17 сезонів за свою команду, він отримав прізвисько «баскський Моцари футболу»: за свою елегантну й технічну гру, відчуття голу та оригінальний дриблінг. Більшість часу, проведеного у складі «Атлетика», був основним гравцем атакувальної ланки команди, а також з десяток років віце-капітаном й капітаном команди. Завершив професійну кар'єру футболіста виступами за команду «Атлетик» у 1982 році. Прощальний матч йому організували одноклубники із самою збірною Англії, в переддень чемпіонату світу, що мав проходити в Іспанії.

## Виступи за збірну
1969 року дебютував в офіційних матчах у складі національної збірної Іспанії. Протягом кар'єри у національній команді, яка тривала 10 років, провів у формі головної команди країни 18 матчів, забивши 3 голи.

## Кар'єра тренера
Розпочав тренерську кар'єру, повернувшись до футболу після невеликої перерви, 1986 року, очоливши тренерський штаб фарм-клубу рідної команди «Більбао Атлетік». А 1989 року став головним тренером основної команди «Атлетік Більбао», яку, проте, тренував лише один рік.
Згодом протягом 1990–1994 років очолював тренерський штаб клубу «Сельта Віго», команду якого привів до перемоги в іспанській Сегунді в сезоні 1991/92.
1994 року повернувся до роботи у другому іспанському дивііоні, де протягом сезону працював у клубі «Осасуна», а протягом 1995–1997 років був головним тренером «Льєйди».
Сезон 1997/98 провів на чолі тренерського штабу «Саламанки», з якою успішно виконав завдання зі збереження місця в елітному іспанському дивізіоні.
Наступний сезон розпочав вже як головний тренер більш амбітної команди «Реал Сарагоса», яка під його керівництвом спочатку посіла 9-те місце у чемпіонаті, а в сезоні 1999/2000 сягнула четвертої сходинки турнірної таблиці Ла Ліги.
Успіхи із «Сарагосою» знову привернули увагу до Рохо керівництва його рідного «Атлетік Більбао» у 2000 році. Проте за єдиний сезон, проведений ним на чолі команди з Більбао після повернення, особливих успіхів не досяг (12 місце у чемпіонаті). Тож 2001 року повернувся до «Сарагоси», утім також ненадовго.
Останнім місцем тренерської роботи був клуб «Райо Вальєкано», головним тренером команди якого Хосе Франсиско Рохо був протягом частини 2004 року.

## Титули і досягнення

### Як гравця
- Володар Кубка Іспанії з футболу (2):

«Атлетік Більбао»: 1969, 1972–73

### Як тренера
- Переможець Сегунди (1):

«Сельта Віго»: 1991-1992

## Цікавинки
- Небагатьом футболістам доводилося грати в одній команді із своїми кровними братами, один з них був Хосе Франсиско, адже з ним в команді грав і його брат Хосе Анхель Рохо (José Ángel Rojo). Відтак у вболівальницькому колі Франсиско було присвоєно наймення Рохо І, а молодшого брата Анхеля кликали Рохо ІІ[5].